# Мирзапур (округ)
Мирзапур (англ. Mirzapur, хинди मीरजापुर जिला) — округ в индийском штате Уттар-Прадеш. Административный центр — город Мирзапур. Площадь округа — 4522 км². По данным всеиндийской переписи 2001 года население округа составляло 2 116 042 человека. Уровень грамотности взрослого населения составлял 55,31 %, что ниже среднеиндийского уровня (59,5 %).